# Liste der Naturdenkmäler in Wien/Josefstadt
Die Liste der Naturdenkmäler in Wien/Josefstadt listet alle als Naturdenkmal ausgewiesenen Objekte im 8. Wiener Gemeindebezirk Josefstadt auf. Bei den sechs Naturdenkmälern handelt es sich laut Definition der Stadt Wien um sechs Einzelnaturdenkmäler.

## Naturdenkmäler
| Foto |                 | Name                                             | ID  | Standort                                                                | Beschreibung | Fläche | Datum      |
| ---- | --------------- | ------------------------------------------------ | --- | ----------------------------------------------------------------------- | --- | ------ | ---------- |
| 1    | Datei hochladen | 2 Morgenländische Platanen (Platanus orientalis) | 459 | Wien, Landesgerichtsstraße, vor Gerichtsgebäude KG: Josefstadt Standort | Die beiden Morgenländischen Platanen (Platanus orientalis) weisen einen Stammumfang von 2,1 bzw. 3,6 Meter, Höhen von 20 und 22 Meter und einen Kronendurchmesser von 14 und 16 Meter auf. Die beiden Bäume wurden vermutlich um das Jahr 1835 gepflanzt. |        | 19.07.1956 |
| 1    | Datei hochladen | 1 Sommerlinde (Tilia platyphyllos)               | 462 | Wien, Josefstädter Straße 80 KG: Josefstadt Standort                    | Die Sommer-Linde (Tilia platyphyllos) befindet sich im Innenhof der Hauptstelle der Versicherungsanstalt öffentlich Bediensteter. Ursprünglich bestand das Naturdenkmal aus zwei Sommerlinden, einem Efeu und einer Esche aus der Zeit vor 1800.          |        | 13.08.1956 |
| 1    | Datei hochladen | Sommerlinde (Tilia platyphyllos)                 | 645 | Wien, Schönbornpark KG: Josefstadt Standort                             | Die Sommer-Linde (Tilia platyphyllos) steht im Schönbornpark und wurde auf Grund ihrer Größe, ihrer Ausformung sowie ihrer Lage auf öffentlichem Grund unter Schutz gestellt.                                                                             |        | 30.12.1976 |
| 1    | Datei hochladen | Platane (Platanus x hybrida)                     | 734 | Wien, Alser Straße, vor ONr. 47 KG: Josefstadt Standort                 | Die Ahornblättrige Platane (Platanus x hybrida) weist einen Stammumfang von 2,25 Meter und einen Kronendurchmesser von 12 Meter auf. Die Platane steht auf der einzigen Grünfläche zwischen dem Hernalser Gürtel und dem Otto-Wagner-Platz.               |        | 07.09.1988 |
| 0 BW | Datei hochladen | Ginkgo (Ginkgo biloba)                           | 774 | Wien, Josefstädter Straße 17 KG: Josefstadt Standort                    | Der Ginkgo (Ginkgo biloba) teilt sich in 3,5 Metern Höhe in drei etwa gleich starke Stämmlinge. |        | 19.07.1999 |
| 1    | Datei hochladen | Edelkastanie (Castanea sativa)                   | 783 | Wien, Bennogasse 10 KG: Josefstadt Standort                             | Die Edelkastanie (Castanea sativa) befindet sich im Hof des Hauses Bennogasse 10 und wurde aufgrund ihrer Größe und Ausformung sowie ihrer Lage im dicht verbauten Gebiet unter Schutz gestellt.                                                          |        | 09.12.2003 |

| Foto:                    | Fotografie des Naturdenkmals. Klicken des Fotos erzeugt eine vergrößerte Ansicht. Daneben finden sich zwei Symbole: \| Weitere Bilder vorhanden \| Das Symbol bedeutet, dass weitere Fotos des Objekts verfügbar sind. Durch Klicken des Symbols werden sie angezeigt. \| \| Eigenes Foto hochladen \| Durch Klicken des Symbols können weitere Fotos des Objekts in das Medienarchiv Wikimedia Commons hochgeladen werden. \| |
| Name:                    | Bezeichnung des Naturdenkmals laut offiziellen Quellen |
| ID                       | Identifikator |
| Standort:                | Es ist die Gemeinde und falls vorhanden die Adresse angegeben. Darunter sind die Katastralgemeinde (KG) und die Grundstücksnummer angeführt. Durch Aufruf des Links Standort wird die Lage des Denkmals in verschiedenen Kartenprojekten angezeigt. |
| Beschreibung             | Kurze Beschreibung des Naturdenkmals |
| Fläche                   | Fläche des Naturdenkmals in Hektar (ha) |
| Datum                    | Datum oder Jahr der Unterschutzstellung |
| Weitere Bilder vorhanden | Das Symbol bedeutet, dass weitere Fotos des Objekts verfügbar sind. Durch Klicken des Symbols werden sie angezeigt. |
| Eigenes Foto hochladen   | Durch Klicken des Symbols können weitere Fotos des Objekts in das Medienarchiv Wikimedia Commons hochgeladen werden. |